# Nepenthes edwardsiana
Nepenthes edwardsiana is een vleesetende bekerplant uit de familie Nepenthaceae. De soort is endemisch op Borneo en is nauw verwant aan N. macrophylla en N. villosa.  Nepenthes edwardsiana kent relatief weinig  variatie in zijn leefgebied en er zijn geen infraspecifieke taxa beschreven.

## Verspreiding

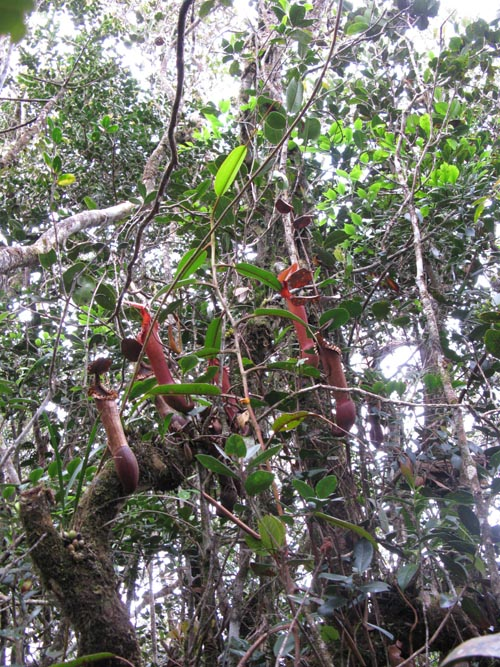
Een klimmend exemplaar in een nevelwoud

Nepenthes edwardsiana is endemisch in Sabah, Borneo. Hij is enkel aangetroffen op de Kinabalu en de oostelijke hellingen van de nabijgelegen Tambuyukon. Hier groeit de plant in nevelwouden en op bergruggen, op hoogtes tussen de 1500 en 2700 meter boven zeeniveau. Nepenthes edwardsiana groeit als epifyt of tussen het mos op de grond.

## Beschrijving
Nepenthes edwardsiana  is een klimplant. De stengel kan een lengte van 15 meter bereiken. De bladschijf wordt maximaal 30 centimeter lang en 7 centimeter breed en de bladsteel 15 centimeter. De ranken die de bladeren met de vangbekers verbinden zijn tot 35 centimeter lang.

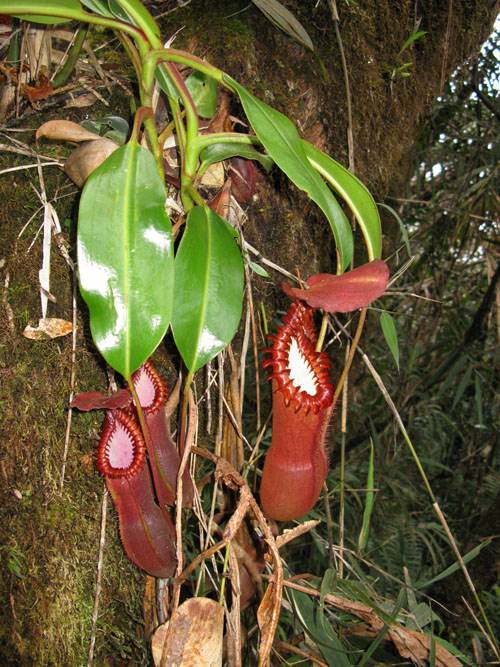
Een epifytische rozetplant

De vangbekers van de plant behoren tot de langste met de meest ontwikkelde peristoomribbels binnen het geslacht Nepenthes. De bovenbekers kunnen 50 centimeter hoog en 15 centimeter breed worden.

## Natuurlijke hybriden
De volgende natuurlijke hybriden van Nepenthes edwardsiana zijn beschreven:
- N. burbidgeae × N. edwardsiana
- N. edwardsiana × N. rajah
- N. harryana [=N. edwardsiana × N. villosa]; vernoemd naar Harry Veitch van de Britse kwekerij Veitch and Sons

... · 
N. alata · 
N. albomarginata · 
N. ampullaria · 
N. argentii · 
N. aristolochioides · 
N. attenboroughii · 
N. bicalcarata · 
N. bokorensis · 
N. bongso · 
N. boschiana · 
N. burkei · 
N. campanulata · 
N. chaniana · 
N. danseri · 
N. deaniana · 
N. densiflora · 
N. diatas · 
N. distillatoria · 
N. edwardsiana · 
N. ephippiata · 
N. gracilis · 
N. gymnamphora · 
N. hirsuta · 
N. inermis · 
N. insignis · 
N. jamban · 
N. khasiana · 
N. lamii · 
N. leyte · 
N. lingulata · 
N. lowii · 
N. macfarlanei · 
N. macrophylla · 
N. madagascariensis · 
N. masoalensis · 
N. maxima · 
N. mirabilis · 
N. monticola · 
N. northiana · 
N. ovata · 
N. peltata · 
N. pervillei · 
N. pitopangii · 
N. rafflesiana · 
N. rajah ·
N. rhombicaulis · 
N. rosea ·
N. sanguinea · 
N. sibuyanensis · 
N. spathulata · 
N. tenax · 
N. tenuis · 
N. veitchii ·
N. ventricosa ·
N. vieillardii ·
N. villosa · 
...